# 新潟県道173号中条乙線
新潟県道173号中条乙線（にいがたけんどう173ごう なかじょうきのとせん）は、新潟県胎内市内を通る一般県道である。

## 概要

### 路線データ
- 起点：新潟県胎内市野中字南大通端（国道7号交点）
- 終点：新潟県胎内市菅田字堤（新潟県道3号新潟新発田村上線交点）

## 歴史
- 2008年（平成20年）
  - 2月26日：胎内市菅田字桜田1162番14から同市菅田字桜田1542番までの道路区域を変更し供用開始[1]。
  - 7月8日：胎内市菅田字桜田1162番14から同市菅田字桜田1542番までの道路区域を変更し供用開始[2]。
  - 9月19日：胎内市西条町1827番1から同市西条字野添682番1までの道路区域を変更し供用開始[3]。
- 2012年（平成24年）12月7日：胎内市十二天字糸ノ橋109番3から同市十二天字糸ノ橋204番2までの道路区域を変更[4]。
- 2015年（平成27年）4月3日：胎内市西条町776番から同市西条町777番6までの道路区域を変更し供用開始[5]。
- 2016年（平成28年）6月17日：胎内市赤川字下段3237番1から同市赤川字下段3236番までの道路区域を変更し供用開始[6]。
- 2018年（平成30年）12月28日：胎内市高野字上輪戸777番2から同市高野字塚ノ腰1855番3までの道路区域を変更し供用開始[7]。
- 2019年（令和元年）10月4日：胎内市高野字茨島249番31から同市高野字茨島249番301までの道路区域を変更し供用開始[8]。

## 地理

### 通過する自治体
- 新潟県胎内市

### 接続する道路
- 国道7号（中条黒川バイパス）（起点：市役所入口交差点）
- 新潟県道314号笹口浜中条線（胎内市本郷町）
- 新潟県道508号荒井浜黒川線（十二天交差点）
- 新潟県道3号新潟新発田村上線（終点：菅田交差点）

### 周辺
- JR羽越本線 中条駅
- 日本海東北自動車道 荒川胎内インターチェンジ
- 新潟県警察 胎内警察署
- 新発田地域広域事務組合消防本部 胎内消防署
- 胎内市役所 本庁舎（旧・中条町役場）
- 新潟県立中条高等学校
- 胎内市立中条中学校
- 胎内市立乙（きのと）中学校
- 胎内市立中条小学校
- 胎内市立きのと小学校
- 大光銀行 中条支店
- 第四北越銀行 中条中央支店
- 第四北越銀行 中条支店
- 新潟県労働金庫 中条支店
- 新潟縣信用組合 中条支店
- JA胎内市 本店
- 中条郵便局
- 本郷郵便局
- 乙（きのと）郵便局
- 若松簡易郵便局
- クラレ
  - 新潟事業所
  - 協精化学 中条工場
- 大根田電機 中条工場
- 日立産機システム 中条事業所
- イオン 中条店
- ケーズデンキ 中条店
- ひらせいホームセンター 中条店
- コメリホームセンター 中条店
- コメリハードアンドグリーン 中条ガーデン館
- ファッション市場サンキ 中条店
- ダイユーエイト 新潟中条店（ホームセンター）
- ウオロク 中条店（スーパーマーケット）
- イエローハット 中条店
- ミスタータイヤマン 中条
- タイヤガーデン 胎内（横浜ゴムグループ）
- 胎内市総合グラウンド
- 胎内川